# 武里蒂卡
武里蒂卡是哥倫比亞的城鎮，位於該國北部，由安蒂奧基亞省負責管轄，距離首府麥德林118公里，始建於1614年，面積364平方公里，海拔高度1,625米，2005年人口6,472。
6°45′N 75°55′W / 6.750°N 75.917°W